# Kampfgruppen der Arbeiterklasse

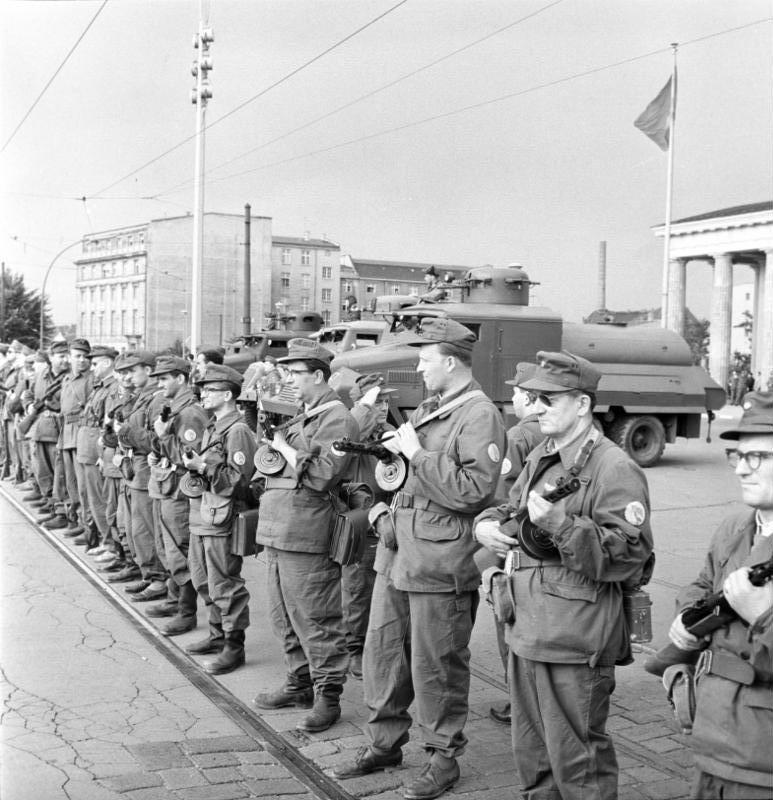
Kampfgruppen bij de bouw van de Berlijnse Muur in 1961

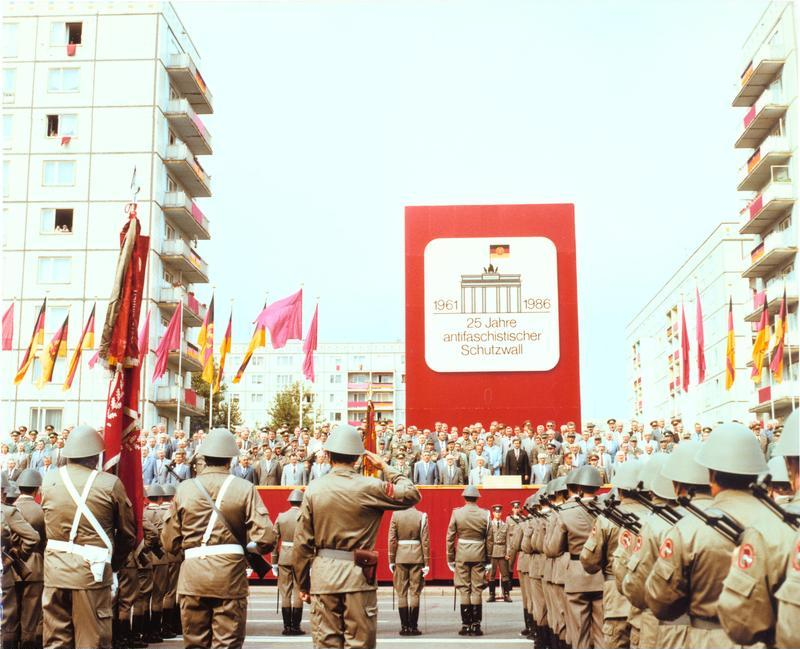
Kampfgruppen-erewacht ter gelegenheid van het 25-jarig bestaan van de Berlijnse Muur in 1986

De Kampfgruppen (voluit: Kampfgruppen der Arbeiterklasse, afgekort tot KdA, Nederlands: Strijdgroepen van de arbeidersklasse,) was een paramilitaire organisatie in de DDR, die werd opgericht na de volksopstand van 1953 en is opgeheven in 1990.

## Organisatie
De organisatie bestond gemiddeld uit zo'n 400.000 vrijwilligers. In 1989 echter was het aantal leden al gedaald tot 210.000 waarvan slechts 187.000 in actieve dienst en de overige als reservist. Rekrutering werd gedaan in fabrieken en andere ondernemingen, door een speciale tak van de Sozialistische Einheitspartei Deutschlands (SED). Lidmaatschap was vrijwillig, maar SED-partijleden waren verplicht voor een bepaalde tijd dienst te doen in de Kampfgruppen.

Vlag van de KdA

De KdA viel onder bevel van het Centrale Comité (Zentralkomitee) (ZK) van de SED. Het was in feite een partijleger. Alle orders en beslissingen kwamen van het Politbureau van het ZK. Het ZK hield ook toezicht op de overige strijdkrachten door middel van de veiligheidscommissie (Sicherheitskommission). Trainingen en materiaal werden verzorgd door de Volkspolizei.

Bataljons- en bedrijfscommandanten ("Hundertschaften") werden aangewezen door de partijorganisatie in de belangrijkste bedrijven en ondernemingen. Aanstelling geschiedde vervolgens door de districtsleiding van de SED.

## Taak
De KdA was georganiseerd als een infanterie-eenheid en het was een aanvulling op de Nationale Volksarmee en de Deutsche Volkspolizei. De Kampfgruppen werden ingezet als veiligheidstroepen in het achterland bij oorlogssituaties en bij oproer van politieke aard zoals protesten tegen de overheid.
De grotere bedrijven in de DDR hadden allemaal een eigen Kampfgruppe.

## Rangen

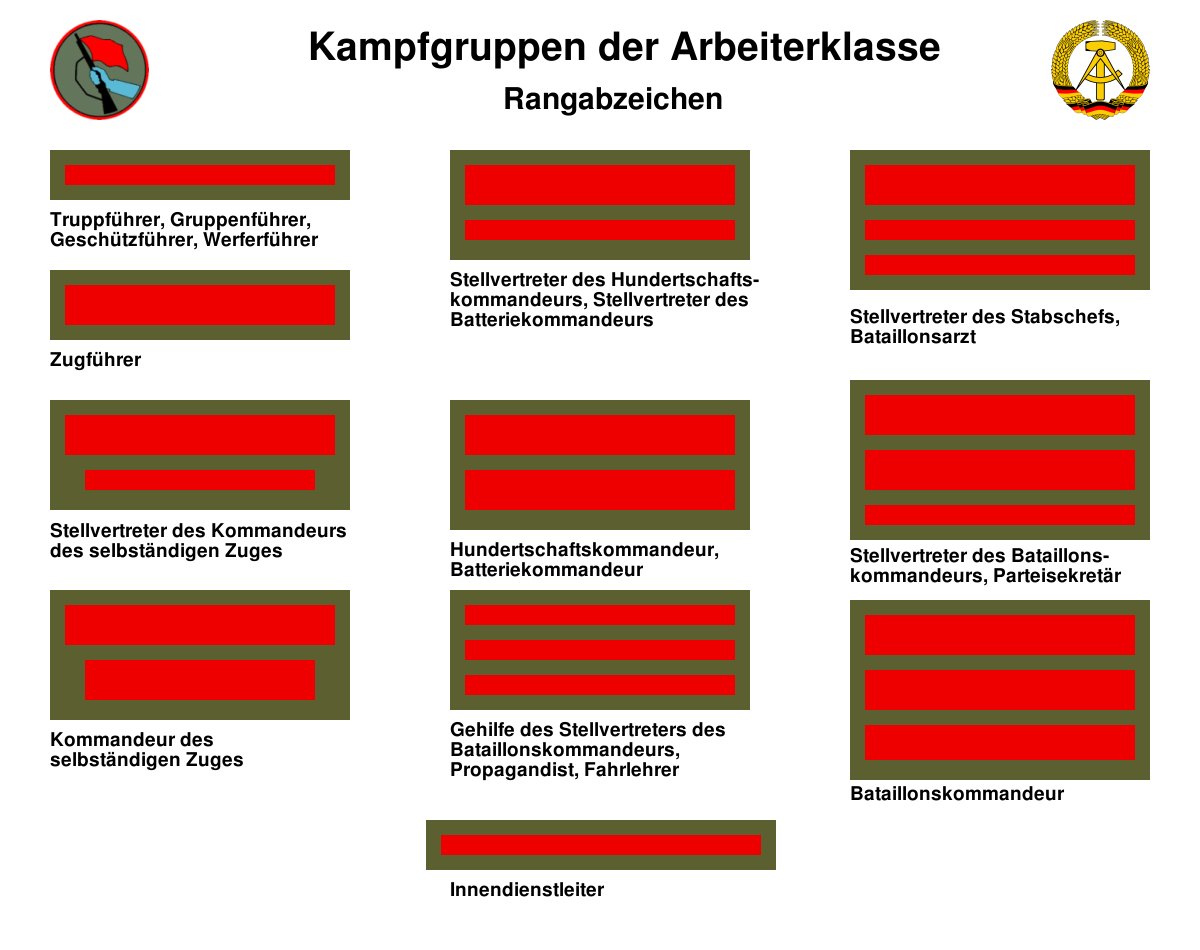
Rangtekens van de KdA

| Officiële naam                                                                          | vertaling                                                                          |
| --------------------------------------------------------------------------------------- | ---------------------------------------------------------------------------------- |
| Truppführer / Gruppenführer / Geschützführer / Werferführer                             | troepleider / groepleider / kanonleider / mortierleider                            |
| Innendienstleiter                                                                       | Hundertschafts sergeant major                                                      |
| Zugführer                                                                               | pelotonleider                                                                      |
| Stellvertreter des Kommandeurs des selbständigen Zuges                                  | vervangend commandant van een onafhankelijk peloton                                |
| Stellvertreter des Hundertschaftskommandanten / Stellvertreter des Batteriekommandanten | vervangend commandant van een bedrijfspeloton / vervangend leider van een batterij |
| Hundertschaftskommandeur / Batteriekommandeur                                           | bedrijfscommandant / batterijcommandant                                            |
| Gehilfe des Stellvertreters des Bataillonskommandeurs, Propagandist, Fahrlehrer         | adjudant van de vervangend bataljonscommandant / propagandist / rijinstructeur     |
| Stellvertreter des Stabschefs / Bataillonsarzt                                          | vervangend stafchef / bataljonsarts                                                |
| Stellvertreter des Bataillonskommandeurs, Parteisekretär                                | vervangend bataljonscommandant, partijsecretaris                                   |
| Bataillonskommandeur                                                                    | bataljonscommandant                                                                |